# Burguete
Burguete in castigliano e Auritz in basco, è un comune spagnolo di 308 abitanti situato nella comunità autonoma della Navarra.
Nel 1920 vi alloggiò Ernest Hemingway, come si legge nel suo romanzo Fiesta (Il sole sorgerà ancora).